# بلین (تنسی)
بلین(به انگلیسی: Blaine) شهری در ایالت تنسی کشور ایالات متحده آمریکا است که جمعیت آن در سرشماری سال ۲۰۱۰ میلادی، ۱٬۸۵۶ نفر بوده‌است.